# Unter der Sonne (Erzählungen)

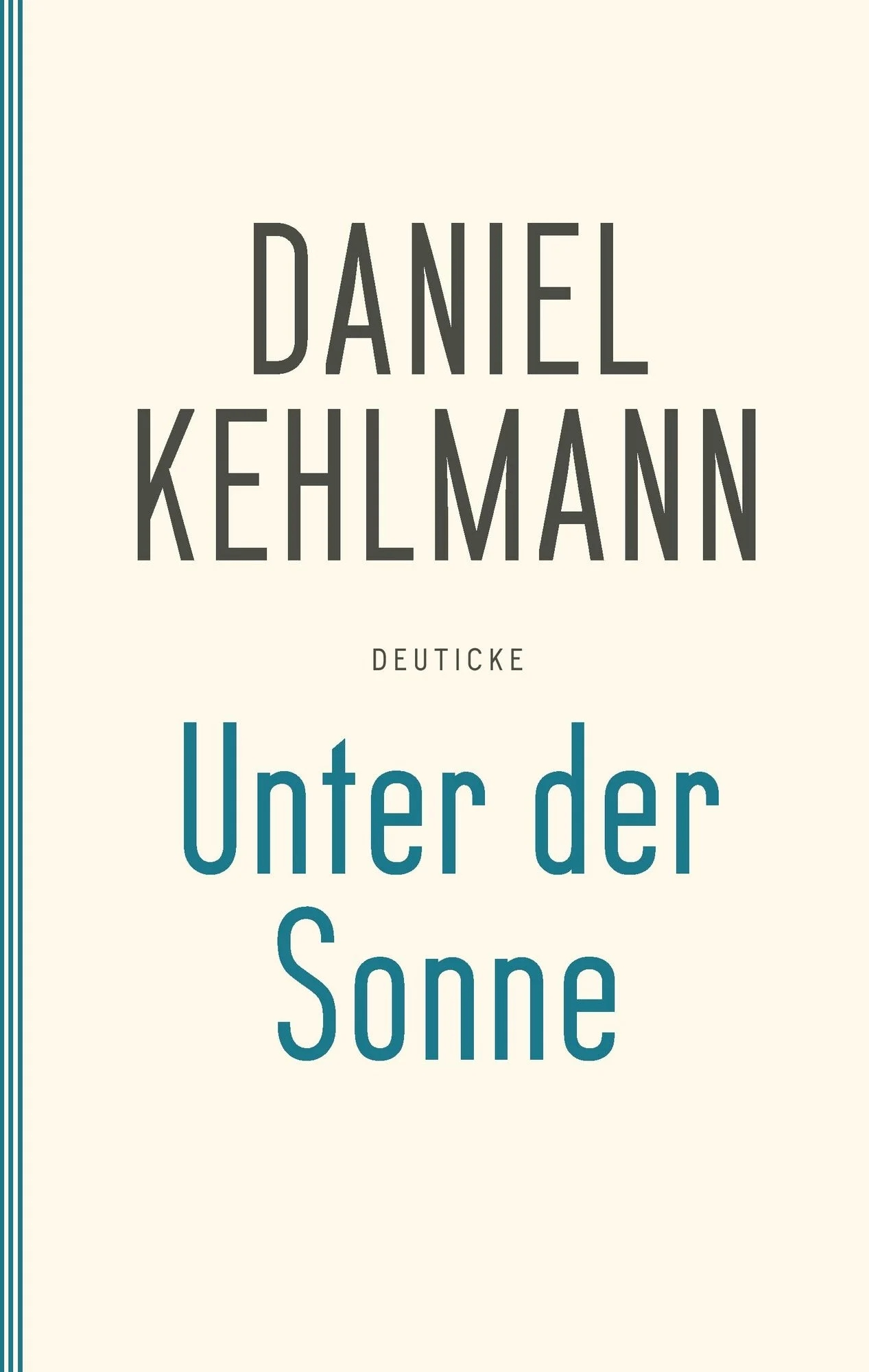
Daniel Kehlmann: Unter der Sonne.

Unter der Sonne ist ein Band mit Erzählungen des deutsch-österreichischen Autors Daniel Kehlmann, der erstmals 1998 beim Deuticke Verlag mit 6 Geschichten erschienen ist. Die Neuauflage beim Rowohlt Verlag von 2008 enthält dagegen 8 Geschichten. Die Kurzgeschichten handeln von Menschen, die ihrem Alltag entfliehen und durch besondere Erlebnisse ihr Dasein aufwerten und verändern wollen.

## Inhalt

### Neuauflage 2008
1. Bankraub
In der ersten Erzählung wird durch einen falschen Tastendruck einer leitenden Bankangestellten ein gewaltiger Geldbetrag auf das Konto von Markus Mehring übertragen. Der Protagonist führt bis jetzt ein geregeltes Leben und arbeitet in einem Amtsgebäude. Nach anfänglichem Zögern hebt er allerdings den gesamten Betrag ab, löst sein Konto auf und flieht in ein fernes Land.
2. Töten
Diese Geschichte schildert einen Tag im Leben eines 14-Jährigen an einem heißen Sommertag. Der Jugendliche versucht der Langeweile einer Vorstadtsiedlung zu entfliehen, indem er einer spontanen Eingebung folgend einen Stein von einer Brücke auf die darunterliegende Straße wirft und dadurch einen Autounfall verursacht. Dieses Erfolgserlebnis veranlasst ihn, anschließend den Nachbarhund zu vergiften. Beide Taten bleiben unbemerkt. Am Ende fühlt sich der jugendliche Täter erhaben und befreit.
3. Unter der Sonne
Die Titelerzählung des Erzählbandes beschreibt die Reise des Literaturwissenschaftlers Kramer zum Grab des von ihm verehrten Schriftstellers Henri Bonvard, die ihn im Hochsommer in eine französische Kleinstadt führt. Nach stundenlanger Suche auf dem falschen Friedhof steigt Kramer in den falschen Zug und fährt am richtigen Grab vorbei zurück nach Paris. Da wird ihm nach der vergeblichen Anstrengung sein Scheitern bewusst und er muss weinen.
4. Auflösung
Diese Erzählung handelt von einem Mann, der als Tontechniker bei Kongressen mit den elementaren Fragen der Wissenschaften konfrontiert wird. Als er feststellen muss, dass es dabei nie zu einer Übereinkunft zwischen den Gesprächspartnern kommt, verliert er seinen ausgeprägten religiösen Glauben. Er versinkt in tiefe Gleichgültigkeit und bricht den Kontakt zu seinen Mitmenschen völlig ab. Am Ende stirbt er einsam in einem Spital.
5. Pyr
Der Ich-Erzähler dieser Geschichte ist ein Fernsehelektriker, der bei seiner Arbeit Wachsabdrücke der Schlüssel seiner Kunden nimmt und während der Urlaubswochen nachts in die Wohnungen einbricht. Dort verteilt er Kerosin, das er durch Zeitzünder entfacht. Aus sicherer Entfernung verfolgt er dann die Explosion und den um sich greifenden Brand. Der Pyromane versucht sich zu rechtfertigen, indem er seine Neigung als Anbetung des Feuers preist, der sich niemand entziehen kann.
6. Kritik
Diese Erzählung umfasst die Unterhaltung auf einer Flugreise zwischen dem von Flugangst geplagten Schauspieler Wagenbach und einem selbsternannten Kritiker als Mitreisendem. Während des gesamten Fluges wird der wehrlose Wagenbach von seinem Sitznachbarn gestört und heftig angegriffen. Am Ende des Fluges stellt sich heraus, dass der Mann selbst unter Flugangst leidet und durch seine endlose Rede nur die eigene Anspannung verdrängen will. Die Kritik bleibt bei Wagenbach aber nicht ohne Spuren.
7. Fastenzeit
In dieser Geschichte wird dem übergewichtigen Bertold von seinem Arzt Dr. Mohr geraten, sein Gewicht um 15 Kilo zu reduzieren. Entgegen dessen Warnung entschließt sich der gekränkte Bertold zu einer Nulldiät, die ihn schließlich ins Delirium fallen lässt. Trotzdem empfindet Bertold am Ende eine große Genugtuung.
8. Schnee
Die letzte Erzählung der Sammlung schildert, wie ein Geschäftsmann auf dem nächtlichen Nachhauseweg in einen heftigen Schneesturm gerät und schließlich vor den Naturgewalten kapitulieren muss.

### Erstauflage 1998
1. Bankraub
2. Auflösung
3. Töten
4. Unter der Sonne
5. Pyr
6. Schnee

## Pressestimmen
„Die Stärke der Sprache Kehlmanns ist ihre Schnörkellosigkeit, der Verzicht auf blumige, nicht von der Anschauung gedeckte Metaphorik. Seine Charakterisierung der Personen, die Erklärung psychischer Antriebe und die Beschreibung der Umwelt und der Naturvorgänge gehen auf exakte Beobachtung und Analyse zurück, ohne daß deshalb die Sprache verkarstet. [...] Da enttäuscht es dann ein wenig, daß Kehlmann doch nicht ohne die abgegriffene Weltende-Symbolik auszukommen glaubt.“

## Ausgaben
- 1998: Daniel Kehlmann: Unter der Sonne. 6 Erzählungen Deuticke Verlag, 109 S., gebunden, ISBN 3518396307.
- 1998: Daniel Kehlmann: Unter der Sonne. 6 Erzählungen Paul Zsolnay Verlag, 112 S., gebunden, ISBN 3552063412.
- 2000: Daniel Kehlmann: Unter der Sonne. 6 Erzählungen Suhrkamp Verlag, 114 S., Taschenbuch, ISBN 3216303632.
- 2004: Daniel Kehlmann, Otto Clemens, Stefan Fleming: Töten und andere Tätigkeiten. Preiser Records, Hörbuch,
Lesung von 3 Erzählungen, ISBN 3708500091.
- 2008: Daniel Kehlmann: Unter der Sonne. 8 Erzählungen Rowohlt Verlag, 128 S., Taschenbuch, ISBN 3499246333.
- 2010: Daniel Kehlmann, Matthias Brandt, Burghart Klaußner, Ulrich Pleitgen: Unter der Sonne. Hörbuch Hamburg, Hörbuch,
Lesung von 4 Erzählungen, ISBN 3899036956.